# Tam Kim
Tam Kim là một xã thuộc tỉnh Cao Bằng, Việt Nam.

## Địa lý
Xã Tam Kim nằm ở phía đông nam huyện Nguyên Bình, có vị trí địa lý:
- Phía đông giáp xã Hoa Thám
- Phía tây giáp xã Hưng Đạo và xã Quang Thành
- Phía nam giáp tỉnh Bắc Kạn
- Phía bắc giáp thị trấn Nguyên Bình và xã Vũ Minh.

Xã Tam Kim có diện tích 54,72 km², dân số năm 2019 là 2.661 người, mật độ dân đạt 49 người/km².
Trên địa bàn xã có khu rừng Trần Hưng Đạo và các nguồn nước như sông Hiến, sông Nà Mạ, sông Nhiên, suối Bản Đống, khuổi Riền chảy qua. Xã có đồn Phai Khắt.

## Lịch sử
Sau năm 1975, Tam Kim là một xã thuộc huyện Nguyên Bình.
Đến năm 2019, xã Tam Kim được chia thành 13 xóm: An Mã, Pác Dài, Nà Dủ, Nà Hoảng, Nà Múc, Nà Sang, Nà Vạ, Phai Khắt, Vù Mìn, Dòn Rù, Tắt Căng, Bản Um, Nà Mạ.
Ngày 9 tháng 9 năm 2019, Hội đồng Nhân dân tỉnh Cao Bằng ban hành Nghị quyết số 27/NQ-HĐND về việc:
- Sáp nhập ba xóm Vù Mìn, Nà Dủ, An Mã thành xóm Nà An
- Sáp nhập hai xóm Nà Hoảng và Nà Vạ thành xóm Thẳm Gầu
- Sáp nhập xóm Nà Múc vào xóm Nà Mạ
- Sáp nhập hai xóm Tắt Căng và Dòn Rù thành xóm Thượng Thác
- Sáp nhập xóm Nà Sang vào xóm Bản Um.

## Hành chính
Xã Tam Kim được chia thành 7 xóm: Bản Um, Nà An, Nà Mạ, Pác Dài, Phai Khắt, Thẳm Gầu, Thượng Thác.